# شهاب‌الدین نویری
شهاب‌الدین، احمد بن عبدالوهّاب نُوَیری (۱۲۷۹ - ۱۳۳۲) ادیب، خوشنویس، کاتب (رئیس دیوان انشاء) و شاعر مصری و دانش‌آموختهٔ علم حدیث بود. «نهایة الأرب فی فنون الأدب» از آثار برجستهٔ اوست.